# La Villeneuve-sous-Thury
La Villeneuve-sous-Thury är en kommun i departementet Oise i regionen Hauts-de-France i norra Frankrike. Kommunen ligger i kantonen Betz som tillhör arrondissementet Senlis. År 2022 hade La Villeneuve-sous-Thury 141 invånare.

## Befolkningsutveckling
Antalet invånare i kommunen La Villeneuve-sous-Thury
| Referens: INSEE |